# シロ人アヒヤ

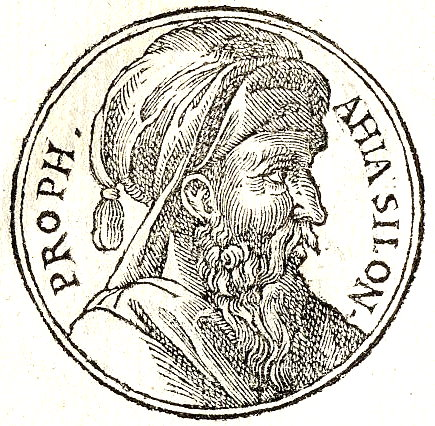
Promptuarium Iconum Insigniorumの肖像画、1553年。

シロ人アヒヤ (Ahijah the Shilonite, ヘブライ語; אֲחִיָּה הַשִּׁילֹנִי, ʾĂḥīyā hašŠīlōnī,[1] ʾĂḥīyā "ヤー は私の兄弟"の意、ラテン語: Achias) は、ヘブライ語聖書（旧約聖書）の 第一列王記にあるように、ソロモン王の時代のシロのレビ人の預言者である。アヒヤはヤロブアム1世が北イスラエル王国の王となることを預言した（第一列王記 1 Kings 11:29参照）。
ヘブライ語聖書は彼の予言を2つ記録している。第一列王記 1 Kings 11:31-39では、アヒヤはソロモンのイスラエル王国から北部の十部族が分離し、北イスラエル王国を形成すると預言した。第一列王記 1 Kings 14:6-16では、王の子の死とヤロブアムの家の破滅、イスラエルの滅亡と「河の向こう（ユーフラテス川の東の土地を表す慣用表現）」への捕囚というアヒヤの預言がヤロブアムの妻に伝わった。
第二歴代誌によれば、アヒヤは『シロ人アヒヤの預言』なる書物を著したとされ、その本の中にはソロモンの統治に関する情報も記載されているという。しかしこの書物は現存しておらず、聖書の中で参照されている非正典の書 の1つである。第一列王記 1 Kings 11:41 では、ソロモン行録 として引用されている。
ラビ文学の伝統では、アヒヤは非常に長生きしたとされており、彼の長命は、メトシェラやアダムなど、ノアの大洪水以前の（長寿の）族長たちと関連づけられている。

## ラビ文学

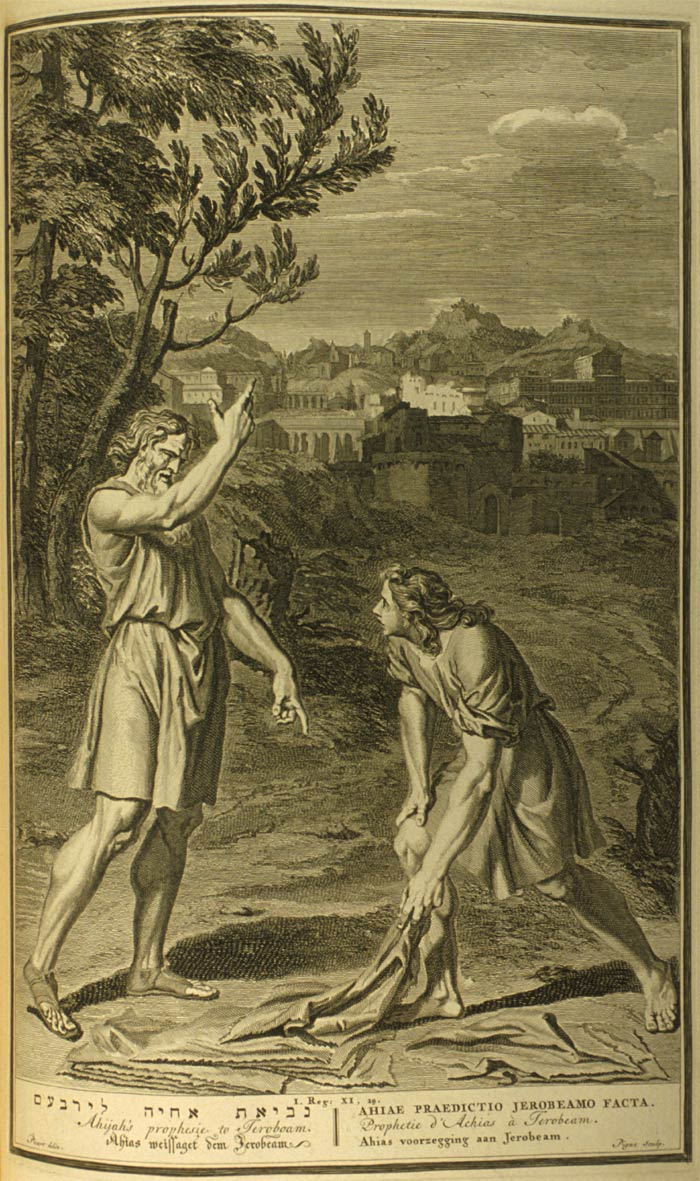
ヘラルト・フート, アヒヤのヤロブアムへの預言、1728年。

シロ人の預言者アヒヤは、ヤロブアムの分離独立を扇動し、またヤロブアムの王国の滅亡を予言した。ミドラシュ自体がこの事実に基づいているが、第二歴代誌 ix. 29 では、アヒヤはヤロブアムの治世の時には非常な年寄りであったと述べられている (第一列王記 I Kings, xiv. 4), そして家系図はなく、彼をサウル王の時代にシロで神託を与えた祭司アヒトブの息子アヒヤであると特定した(第一サムエル記 I Sam. xiv. 3)。したがって、アヒヤはラビの伝統によって、人類の歴史全体に渡ってその連続的な人生を続けた7人の長命な聖人の一人として選ばれている。各人がが前任者から後継者に神聖な伝承を受け継ぎ、その敬虔さによってユダヤ人の各世代を保護した。これらの聖人とは以下の人物である(1) アダム (2) メトシェラ (3) シェマ Shem (Tanna debe Eliyahu R. xxiv.); (4) ヤコブ (Gen. R. xciv.); (5) アシェルの娘セラ、または、場合によっては、モーセの父アムラム (6) シロ人アヒヤ (7) 預言者エリヤ、メシアの到来まで生きているとされる (Ab. R. N. version B. xxxviii., Seder 'Olam R. i., and B. B. 121b)。根底にある考え方としては、Prov. x. 25, Heb., "The righteous is the foundation of the world," and Prov. ix. 1, "Wisdom hath hewn seven pillars."を参照するとともに、Ḥag. 12b, および Yoma, 38b を見よ。伝承によれば、アヒヤは600年以上生き、モーセの父アムラム、またはアシェルの娘セラから「知恵」を伝承されたとされている。
セラからすればアヒヤの年齢はかなり下だった。セラはダビデの時代まで400年以上生きたとされていたからである (YalḲ., Sam. § 152)。アヒヤが尋常でない年齢に達したとみなされる理由は次のようなものであると思われる。第二歴代誌 II Chron. ix. 29 によれば、ソロモンの治世の歴史はアヒヤによって書かれたものであり、また彼はダビデ王によって神の家の宝物および奉納された宝物を管理する職に任命されたレビ人アヒヤと同一人物であると考えられていた。(I Chron. xxvi. 20; see B. B. 121b, Rashi).
シモン・ベン・ヨタイ（Simon ben Yoḥai ）はこう語ったと伝えられている、「世界にはその柱となる義人が三十人いなければならない。私と息子もその一人に数えられる……そしてアブラハムがその功績によって過去の世代を引き継いでくれるなら、私は世界を引き継ぐだろう。（中略）メシアの出現まで、将来の世代が続くだろう。そして、アブラハムがそうしないなら、私はシロのアヒヤを私と一緒に数え、私たちは力を合わせて世界を担うだろう(Gen. R. xxxv.; see Suk. 45b, in which King Jotham is given in place of Abraham and Ahijah)」 
アヒヤは正義の柱の一人ではあるが、偶像崇拝の王国を立てるよう促すお告げとともにヤロブアムに送られるべきであったということは、ラビによって次のように説明されている。 彼らはヤロブアムに王になるよう要請し、もし彼が選出されたらダンとベテルに金の子牛を置くと規定した文書を回覧した。 アヒヤはヤロブアムが自分の信頼を裏切らないと固く信じて、この文書に署名した。 ここで彼は生徒を見誤った。ヤロブアムは偉大な知恵と学問を示し、アヒヤがエルサレムから出てくるのを見たとき、アヒヤには「着ていた新しい衣のように清らか」に見えた (I Kings, xi. 29)。さらに、彼は他の生徒たちよりも優れていたため、アヒヤによって法の最も奥深い秘密を教え込まれていた (Sanh. 101b et seq.)。イサクについて語られた言葉通り、「彼の目は暗くて見えなかった (Gen. xxvii. 1)」これは、霊的盲目を示唆するものと捉えられている。彼は邪悪な息子エサウを寵愛したので、次のような言葉が生まれた。「アヒヤは、年齢のせいで目が衰えていたので、見ることができなかった (I Kings, xiv. 4)」とは、邪悪な生徒を寵愛し統治者に据えてしまったアヒヤの霊的盲目を暗示している (Gen. R. lxv.)。 したがって、アヒヤは疫病に打たれたのだという (Gen. R. lxv., Yer. Yeb. xvi. 15c and parallels)。
マイモニデス（Maimonides）は、 "Yad ha-ḤazaḲah," の序文で次のように述べている。
「アヒヤはレビ人で、モーセの弟子であり、エジプトから出た人々の一人であり、レビ族は荒野での死という神の布告に含まれていなかった[B.B.121b参照]し、またダビデの弟子でもあった (ポスキエールのアブラハム・ベン・ダヴィド(Abraham ben David of Posquières) はメモの中でこれを訂正し、代わりに「ダビデの司法裁判所の一員」と述べている)。そして最終的に彼は死ぬ前にエリヤの教師となった」

## 参照
1. ↑  ゲゼニウス(Gesenius)はこの名を「エホバ(Jehovah)の友人」と解釈し、「兄弟」という字義通りの表現を友情の比喩として捉える。
2. ↑  2 Chronicles 9:29